# Turn Back Time
Turn Back Time is een lied van de Deens-Noorse band Aqua, uit 1998. Het nummer werd op single uitgebracht nadat het eerder al op het album Aquarium was verschenen en het de soundtrack was van de film Sliding Doors. Verspreid over het jaar 1998 werd de single over de gehele wereld uitgebracht en het werd de derde achtereenvolgende nummer-1-hit in het Verenigd Koninkrijk, waarmee muziekgeschiedenis geschreven werd.
Het nummer viel op doordat het een ballad was, in tegenstelling tot Aqua's eerdere hits die tot de eurohouse werden gerekend. Daardoor kreeg Turn Back Time meer publiciteit, werd het vaker gedraaid en was het tevens Alarmschijf. In het rustige nummer nam zangeres Lene Nystrøm Rasted de zang volledig voor haar rekening. Naast dat het nummer zelf afweek van de eerder uitgebrachte singles van Aqua, was de clip ook anders. Deze liet beelden zien van de film Sliding Doors en had geen komedie-achtig schouwspel, waar de vorige clips dat wel hadden.